# Mała księga dżungli
Mała księga dżungli (ang. Jungle Cubs) – amerykański serial animowany, opowiadający o dzieciństwie zwierząt występujących w Księdze dżungli. Serial był emitowany w sobotnim bloku Walt Disney przedstawia od 10 sierpnia do 28 grudnia 2002 roku na kanale TVP1. Od 25 marca do 30 sierpnia 2013 roku serial był emitowany na kanale Disney Channel. Po dwóch latach i pięciu miesiącach nieobecności serial pojawił się 18 stycznia 2016 na antenie Disney Junior.

## Wersja polska
Opracowanie wersji polskiej: na zlecenie DISNEY CHARACTER VOICES – Start International Polska

Reżyseria: Elżbieta Kopocińska-Bednarek

Dialogi polskie:
- Bartosz Wierzbięta (odc. 1-3, 13-15),
- Anna Niedźwiecka (odc. 4-10),
- Katarzyna Wojsz (odc. 11-12, 16-21)

Teksty piosenek: Marek Robaczewski i Ryszard Skalski

Dźwięk i montaż: Hanna Makowska

Kierownictwo muzyczne: Marek Klimczuk

Kierownik produkcji: Paweł Araszkiewicz

Wykonanie piosenki tytułowej: Jacek Bończyk

W wersji polskiej udział wzięli:
- Joanna Wizmur –
  - Louie,
  - babcia Shere Khana (odc. 21a)
- Katarzyna Kozak – Baloo
- Kacper Kuszewski – Shere Khan
- Lucyna Malec – Hathi
- Anna Sroka – Bagheera
- Tomasz Steciuk – Kaa

oraz
- Antonina Girycz – Mahra (odc. 1)
- Paweł Szczesny –
  - Jack (odc. 1, 5, 10),
  - tata Dżahara (odc. 15a),
  - ryś (odc. 18a),
  - żuraw (odc. 18b),
  - nosorożec (odc. 19b),
  - pawian #1 (odc. 20a)
- Robert Tondera –
  - Fred (odc. 1, 5, 10),
  - Cain (odc. 12),
  - tukan (odc. 18a),
  - nosorożec (odc. 18a),
  - hiena (odc. 19a),
  - bawół wodny #2 (odc. 20a)
- Janusz Wituch –
  - Ned (odc. 1, 5, 10),
  - Ptaszek (odc. 3),
  - Lepik (odc. 15b),
  - gepard #1 (odc. 18a),
  - guziec (odc. 18b),
  - dzik (odc. 19a),
  - pawian #2 (odc. 20a)
- Iwona Rulewicz – Trąbeczka (odc. 2a, 10, 18b)
- Włodzimierz Bednarski – Wujek Trąbeczki (odc. 2a, 10)
- Jacek Braciak – Cecil (odc. 2b, 5, 6ab, 8, 11a, 12, 13b, 14, 15ab, 16ab, 17ab, 18ab, 19ab, 20ab, 21a)
- Sławomir Pacek – Arthur (odc. 2b, 5, 6ab, 8, 11a, 12, 13b, 14, 15ab, 16ab, 17ab, 18ab, 19ab, 20ab, 21a)
- Andrzej Gawroński – Bawół (odc. 2b)
- Adam Bauman – Przywódca stada czerwonych wilków (odc. 3)
- Agata Gawrońska –
  - Mango (odc. 4a),
  - Clyde (odc. 11b),
  - mały wilczek #2 (odc. 16a),
  - strusica (odc. 19a),
  - myszka (odc. 21a),
  - mama ptak (odc. 21a)
- Tomasz Bednarek – McCoy (odc. 7a)
- Izabela Dąbrowska –
  - ryjówka (odc. 7b, 9),
  - owca górska (odc. 18b),
  - mysz (odc. 21a)
- Tomasz Marzecki – Biały Kaptur (kobra) (odc. 9)
- Magdalena Gnatowska – Klaryssa (odc. 11a)
- Brygida Turowska –
  - Benny (odc. 11b),
  - stara Małpa (odc. 14),
  - mały wilczek #1 (odc. 16a),
  - kaczka (odc. 21a),
  - Ćwirek (odc. 21a)
- Piotr Adamczyk – Akela (odc. 12)
- Elżbieta Bednarek –
  - Leah (odc. 12),
  - mama Dżahara (odc. 15a)
- Jerzy Mazur –
  - ptak (odc. 13b),
  - słoń (odc. 15a)
- Jacek Wolszczak – Dżahar (odc. 15a)
- Artur Kaczmarski –
  - Leniu (odc. 17a),
  - gepard #2 (odc. 18a),
  - małpa (odc. 18a),
  - leniwiec (odc. 18b)
- Mieczysław Morański – Primo (odc. 18a)
- Jarosław Domin – małpa ze szpinakiem w zębach (odc. 19a)
- Zbigniew Konopka –
  - żółw dyktator (odc. 19a),
  - bawół wodny #1 (odc. 20a)

i inni

## Odcinki
- Serial liczy 21 odcinków. Został podzielony na 2 serie – pierwsza liczy 13 odcinków, druga – 9 odcinków.
- Odcinki składają się z jednego lub dwóch epizodów.
- Bohaterów tego serialu możemy znaleźć w innych disneyowskich produkcjach:
  - w filmie z 1967 roku Księga dżungli,
  - w filmie z 2003 roku Księga dżungli 2,
  - w serialu z 1990 roku Super Baloo.

### Spis odcinków
| Premiera odcinka | Nr | Polski tytuł                     | Angielski tytuł                  |
| ---------------- | -- | -------------------------------- | -------------------------------- |
|                  |    |                                  |                                  |
| SERIA PIERWSZA   |    |                                  |                                  |
|                  |    |                                  |                                  |
| 10.08.2002       | 01 | Noc na ziemi niczyjej            | A Night In The Wasteland         |
|                  |    |                                  |                                  |
| 17.08.2002       | 02 | Trafił Hathi na kamień           | Hathi Meets His Match            |
| 17.08.2002       | 02 | Nabić sępa w bawołu              | Buffaloed                        |
|                  |    |                                  |                                  |
| 24.08.2002       | 03 | Czerwona sfora                   | Red Dogs                         |
|                  |    |                                  |                                  |
| 31.08.2002       | 04 | Mały Mango                       | Mondo Mungo                      |
| 31.08.2002       | 04 | Szkoła przetrwania               | Bare Necessities                 |
|                  |    |                                  |                                  |
| 07.09.2002       | 05 | Kto chce być pawianem?           | Who Wants to Be a Baboon?        |
|                  |    |                                  |                                  |
| 14.09.2002       | 06 | Jak pantera straciła głos        | How The Panther Lost His Roar    |
| 14.09.2002       | 06 | Ludzie są zwariowani             | The Humans Must Be Crazy         |
|                  |    |                                  |                                  |
| 21.09.2002       | 07 | Hibernowany niedźwiedź           | Hulla Baloo                      |
| 21.09.2002       | 07 | Tygrys chce się bawić            | Shere Bliss                      |
|                  |    |                                  |                                  |
| 28.09.2002       | 08 | Wielki Kaadini                   | The Great Kaadini                |
|                  |    |                                  |                                  |
| 05.10.2002       | 09 | Skarb środkowej dżungli          | Treasure Of The Middle Jungle    |
|                  |    |                                  |                                  |
| 12.10.2002       | 10 | Zakochany słoń                   | Splendor In The Mud              |
|                  |    |                                  |                                  |
| 19.10.2002       | 11 | Ptasi móżdżek                    | Feather Brains                   |
| 19.10.2002       | 11 | Benny i Clyde                    | Benny & Clyde                    |
|                  |    |                                  |                                  |
| 26.10.2002       | 12 | Kto się boi złego wilka          | The Coming Of The Wolves         |
|                  |    |                                  |                                  |
| 02.11.2002       | 13 | Kiedy susza                      | Trouble On The Waterfront        |
| 02.11.2002       | 13 | Jak Ty Komu tak On Tobie         | Fool Me Once…                    |
|                  |    |                                  |                                  |
| SERIA DRUGA      |    |                                  |                                  |
|                  |    |                                  |                                  |
| 09.11.2002       | 14 | Król dżungli                     | The Ape That Would Be King       |
|                  |    |                                  |                                  |
| 16.11.2002       | 15 | Kto raz przyjaźni poznał smak    | Trunks For The Memories          |
| 16.11.2002       | 15 | Kasaba Ball                      | Kasaba Ball                      |
|                  |    |                                  |                                  |
| 23.11.2002       | 16 | Hathi chce się zmienić           | Hathi’s Makeover                 |
| 23.11.2002       | 16 | Kto świsnął arbuz?               | Curse Of The Magnificent Melon   |
|                  |    |                                  |                                  |
| 30.11.2002       | 17 | The Pięć Bananów                 | The Five Bananas                 |
| 30.11.2002       | 17 | Urodzinowy wąż                   | Birthday Snake                   |
|                  |    |                                  |                                  |
| 07.12.2002       | 18 | Stary, zielony ząb               | Old Green Teeth                  |
| 07.12.2002       | 18 | Słoń, który nie potrafił odmówić | The Elephant Who Couldn’t Say No |
|                  |    |                                  |                                  |
| 14.12.2002       | 19 | Wstyd jak beret                  | Hair Ball                        |
| 14.12.2002       | 19 | Bajka o dwóch ogonach            | A Tale Of Two Tails              |
|                  |    |                                  |                                  |
| 21.12.2002       | 20 | Czekając na Baloosia             | Waiting For Baloo                |
| 21.12.2002       | 20 | Drzewo dla dwóch                 | Tree For Two                     |
|                  |    |                                  |                                  |
| 28.12.2002       | 21 | Grzeczny tygrysek                | Nice Tiger                       |
| 28.12.2002       | 21 | Bezsenność w dżungli             | Sleepless In The Jungle          |
|                  |    |                                  |                                  |